# Cape Dart
Cape Dart is een kaap op Antarctica aan de voet van Mount Siple ten noorden van Siple-eiland. Cape Dart begrenst de westkant van de Amundsenzee. De kaap werd in december 1940 ontdekt door leden van de United States Antarctic Service (USAS). De kaap werd genaamd naar Justin Whitlock Dart, die de expeditie ondersteunde.